# Imbranato
Imbranato è un singolo del cantautore italiano Tiziano Ferro, pubblicato il 18 gennaio 2002 come terzo estratto dal primo album in studio Rosso relativo.

## Descrizione
In origine la canzone era stata scelta dall'artista per partecipare al Festival di Sanremo, ma venne bocciata dalla commissione giudicante e fu quindi scartata.
La canzone fu trasmessa in diverse trasmissioni radiofoniche e televisive ma in Italia non venne mai pubblicata come singolo in CD. Imbranato venne invece distribuita su supporto fisico in Germania, Austria e Francia.
Nel 2003 fu utilizzata come colonna sonora della telenovela brasiliana Mulheres apaixonadas. Nello stesso anno, la versione spagnola del brano, Alucinado, venne reinterpretata dal cantante messicano Yahir.
Adattamenti
La canzone è stata tradotta in varie lingue:
1. Imbranato (Italian Version) - album Rosso relativo per Italia, Brasile, Portogallo, Est Europa; bonus track album Rojo relativo in Spagna, Argentina e Messico.
2. Alucinado (Spanish Version) - album Rojo relativo per Spagna, America Latina, Argentina e Messico; bonus track album Rosso relativo in Est Europa.
3. Apaixonado (Italian-Portuguese Version) - bonus track album Rosso relativo in Brasile e Portogallo.
4. Imbranato (Italian-French Version) - album Rosso relativo per la Francia; bonus track album Rosso relativo in Est Europa.

## Video musicale
Il videoclip, girato da Matteo Pellegrini, vede semplicemente alternarsi sequenze in cui Tiziano Ferro canta in un ambiente futuristico fatto di vetrate e cupole, ed altre in cui la modella Kemp Muhl cammina per diversi posti, cambiando spesso abiti e acconciatura. Le scene in esterno sono state girate presso il lago di Como.

## Tracce
CD singolo - Austria, Germania, Italia
1. Imbranato

CD singolo - Francia
1. Imbranato (Italian Version)
2. Imbranato (Italian-French Version)

Download digitale
1. Imbranato (Italian Version)
2. Alucinado
3. Apaixonado
4. Imbranato (Italian-French Version)

## Classifiche
| Classifica (2002) | Posizione massima |
| ----------------- | ----------------- |
| Austria           | 44                |
| Belgio (Fiandre)  | 32                |
| Belgio (Vallonia) | 6                 |
| Francia           | 31                |
| Germania          | 52                |
| Paesi Bassi       | 85                |
| Romania           | 39                |
| Svizzera          | 29                |

### Alucinado
| Classifica (2003) | Posizione massima |
| ----------------- | ----------------- |
| Costa Rica        | 2                 |

### Classifiche di fine anno
| Classifica (2002) | Posizione |
| ----------------- | --------- |
| Belgio (Vallonia) | 45        |
| Svizzera          | 92        |